# Petit Verdot
Petit Verdot, também conhecida apenas como Verdot, é um tipo de uva de vinhos tintos clássica da região de Bordeaux, na França.
Esta uva surgiu em Bordeaux muito tempo depois das outras variações de uva da região. É utilizado em misturas por suas características versáteis.
Normalmente quando é novo ele tem um aroma que lembra um pouco bananas, porem quando se torna maduro ele ganha um coloração de vinho forte.